# Technique de Lemon
Pour les articles homonymes, voir Lemon.
La technique de Lemon est une méthode d’analyse des échos radars (réflectivité) utilisée par les météorologistes pour reconnaître la présence et la force du courant ascendant dans les orages violents en présence de forts cisaillements des vents avec l’altitude. Cette technique a été développée par Leslie R. Lemon, le coauteur de l’analyse conceptuelle des orages supercellulaires. Elle est fondée sur les travaux antérieurs de Keith A. Browning qui a été le premier à identifier et définir ce type,,.

## Modèle conceptuel des orages

### Unicellulaire

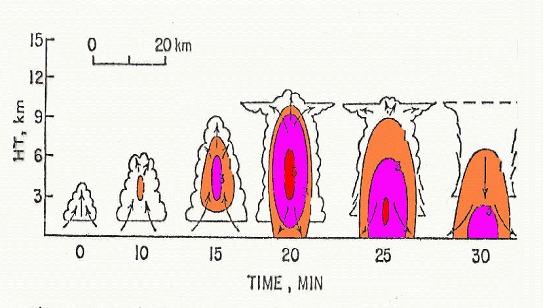
Cycle de vie d'un orage unicellulaire avec simulation des précipitations

L’orage unicellulaire est caractérisé par une faible énergie avec peu ou pas de changement des vents avec l'altitude. Donc le cycle de vie d’environ 30 à 60 minutes de ces orages est caractérisé par un courant ascendant plus ou moins fort et vertical. Au départ, nous sommes en présence de cumulus mediocris qui fusionnent entre eux. Ils se transforment ensuite en cumulus bourgeonnants (ou cumulus congestus) avec début de précipitations en leur sein. Lorsque des cristaux de glace se forment au sommet du nuage, ces congestus deviennent par définition des cumulonimbus. 
Au stade mature, le cœur de précipitations dans le nuage, qui se trouve à une grande altitude, commence à être trop pesant pour que le courant ascendant puisse le soutenir.  Les précipitations descendent dans le courant ascendant et s'évaporent partiellement en refroidissant l'air qui l'entoure. Ce dernier devient alors plus froid que l'environnement, et par poussée négative d'Archimède, accélère vers le sol. Graduellement le courant descendant s'intensifie et supplante le courant ascendant. Après la pluie, l'orage unicellulaire se dissipe rapidement créant une zone plus fraîche autour de lui.

### Multicellulaire

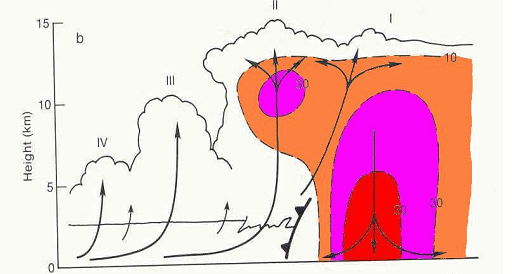
Cycle de vie d'un orage multicellulaire avec simulation des précipitations

Lorsque la force et la direction des vents augmentent avec l’altitude de façon linéaire, le courant ascendant de convection n’est plus à la même position que le courant descendant avec les précipitations. Ceci produit un front de rafales qui s’éloigne en arc du cœur de précipitations et repousse la zone d’ascension. Un surplomb de précipitations se forme donc généralement dans le quadrant sud-ouest de la cellule mère dans l’hémisphère nord alors que les vents dominants de surface viennent de cette direction. Comme le front de rafales se dissocie avec le temps de la cellule initiale en formant des cellules filles, le multi-cellulaire forme une ligne d'orages à différents stades de développement.
La structure radar d'un tel orage multicellulaire est caractérisée par des surplombs sur la partie sud-ouest d’une ligne de fort échos et ces surplombs semblent se déplacer dans cette direction alors que la ligne se déplace à 30° et 70 % de la vitesse des vents dans la couche où se produisent les orages.

### Supercellulaire

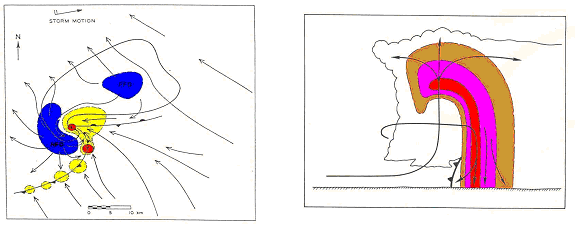
Structure horizontale et verticale d'un orage supercellulaire vu par radar.

Lorsque le cisaillement des vents tourne avec l’altitude, on peut arriver à une situation où on a un renforcement du mouvement vertical sous le courant ascendant et une synchronisation entre le front de rafales descendantes et le courant ascendant. De plus, si l'énergie potentielle convective disponible monte au-dessus de 1 500 J/kg, le courant ascendant permettra une très large extension verticale (jusqu'à plus de 15 km) et un sommet protubérant dépassant l'enclume de manière caractéristique. 
Ceci donne des cellules orageuses indépendantes en équilibre stable entre l’entrée et la sortie des courants qui leur permettent de vivre très longtemps. Elles peuvent produire de la grosse grêle, des vents destructeurs et des pluies torrentielles. De plus, si un cisaillement horizontal du vent en surface est transformé en tourbillon vertical par le courant ascendant, ces supercellules peuvent produire des tornades si la rotation est accentuée par le courant descendant.
Un tel cumulonimbus comprend du point de vue précipitations une voûte sans échos dans la verticale (images ci-contre à droite) au-dessus du fort courant ascendant, une forme à bas niveau en crochet (gauche) et un fort changement du taux de précipitations près du crochet. Du point de vue circulation de l'air, les zones en bleu sur la figure de gauche montrent où l'air descend dans ce type de nuage donnant des rafales au sol. On remarque que dans le flanc sud, le courant descendant entre en interaction avec le courant ascendant (jaune) et c'est à cet endroit que les tornades peuvent se produire.

## Technique

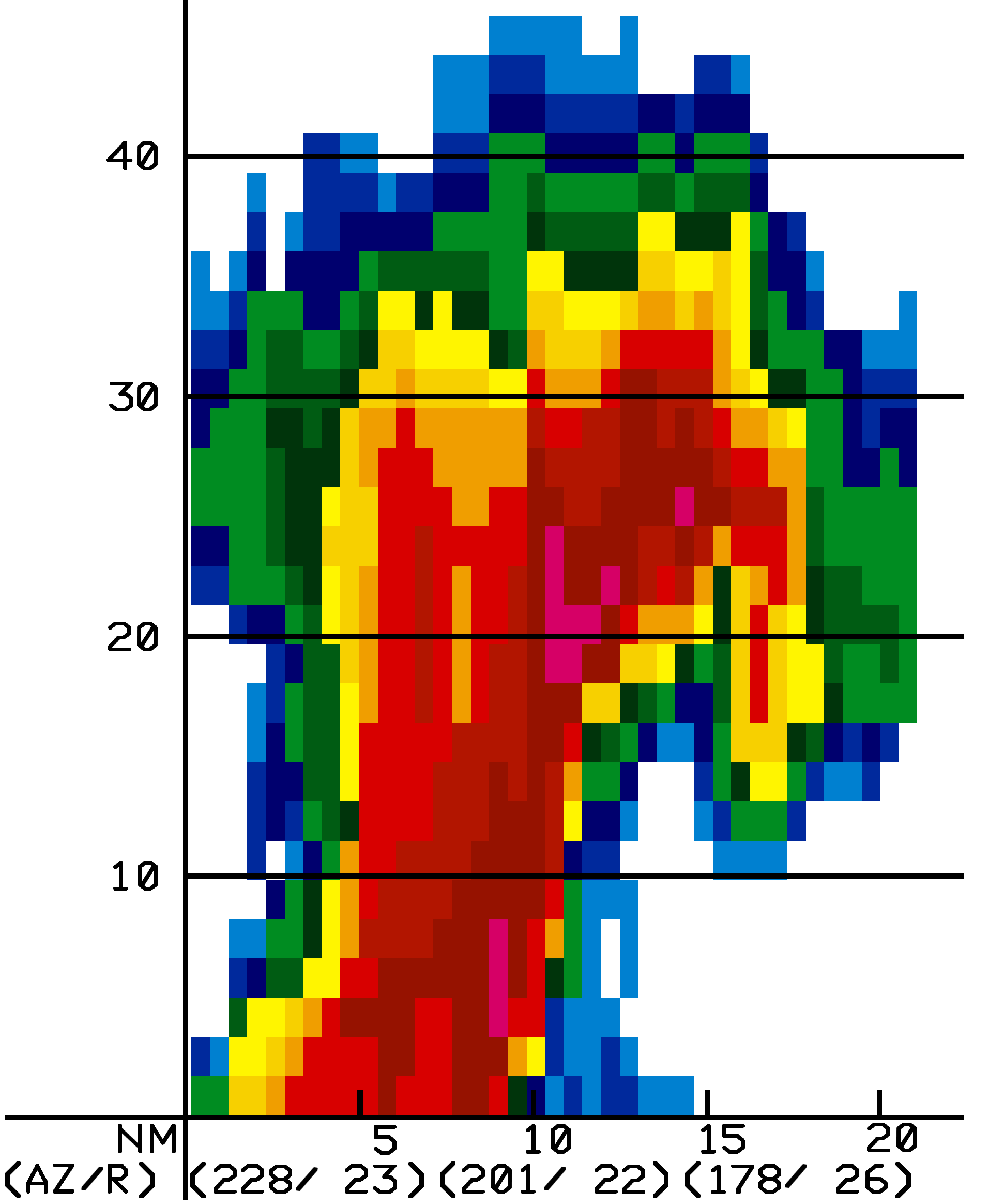
Coupe verticale à travers un orage supercellulaire montrant une voûte d'échos faibles

La technique de Lemon relie la détection de signatures particulières dans les données du radar météorologique à la présence du courant ascendant dans un orage selon le modèle conceptuel des orages vu ci-dessus. Dans le cas d'orages violents, ce courant interfère avec les vents horizontaux en s’élevant au-dessus du sol. Ainsi l’air s’élève avec ce courant, se refroidit et la vapeur d'eau se condense quand l’humidité relative atteint la saturation. Ceci donne des gouttelettes de nuage qui grossissent en continuant leur ascension pour donner des précipitations. Ces dernières sont repérées par le radar et leur position dans l’orage dépend de la force du courant ascendant et du cisaillements des vents.
La technique de Lemon recherche donc les zones de forts gradients de réflectivité, la forme des échos dans des coupes verticales des données radar et la position de ces divers éléments,. Ces signatures radars comprennent :
- Pente des échos, indique la force du cisaillement des vents avec l’altitude que rencontre le courant ascendant signalant ainsi un courant ascendant incliné. Dans un tel environnement, le haut du courant ascendant est poussé en aval de la partie inférieure de l'orage à la suite de vents forts à son sommet ;
- Surplomb, une zone d’échos en altitude sous le courant ascendant qui indiquent que ce courant est très intense et que les échanges avec l’environnement sont minimaux. Ceci montre que la saturation de la parcelle d’air en ascension se produit à plus haut niveaux que dans le reste du nuage et que les précipitations formées sont transportées en aval du courant par les vents d’altitude ;
- Voûte d'échos faibles, une zone non seulement en surplomb mais formant une voûte qui indique que le courant est extrêmement intense. Un tel courant ascendant qui interfère avec des vents qui chargent en force et direction en altitude peu mener à la formation de tornades ;
- Écho en crochet, une signature horizontale des réflectivités à bas niveau qui montre la position des courants ascendants et descendants dans un orage tornadique.